# Nebetia
| nb · t | i | A |

| nb · t | i | A |

Nebetia fue una princesa del Antiguo Egipto durante la dinastía XVIII, nieta del faraón Tutmosis IV e hija del príncipe Siatum. Es uno de los pocos ejemplos de la nieta de un faraón que lleva el título de Hija del Rey, el antiguo equivalente egipcio de "princesa", que normalmente pertenecía solo a mujeres cuyos padres gobernaban realmente.
La etiqueta de la momia, que indica su título y el nombre de su padre, es una de las dos únicas fuentes de la existencia de Siatum. La etiqueta se encontró en el escondrijo de Sheikh Abd el-Qurna. La momia de Nebetia, junto con varias otras, había sido enterrada nuevamente durante la dinastía XXI, pero la tumba fue robada antes de su descubrimiento en 1857.